# Tudela
Tudela (in basco Tutera) è un comune spagnolo di 32 802 abitanti situato nella comunità autonoma della Navarra.
Capitale della Merinidad Navarra, è, per popolazione, la seconda città della comunità regionale.
Città d'arte e centro di comunicazioni della fertile pianura dell'Ebro, sulla riva destra del fiume, è sia rurale che industriale insieme.

## Geografia fisica
Tudela, seconda città nell'importanza di Navarra, è situata al sud della Comunità, ai bordi del fiume Ebro e a 94 chilometri a sud di Pamplona. I suoi abitanti si chiamano tudelani.

## Storia
Fu tenuta dagli Arabi dipendendo dall'Andalusia dal 716 al 1114, per poi essere incorporata nel regno di Saragozza. Il 25 febbraio 1119 fu conquistata da Alfonso I, re di Aragona, che la divise in tre quartieri: musulmano (moreria), ebreo (juderia) e cristiano. Le tre comunità continuarono a vivere in una calma relativa, ciascuna autorizzata a mantenere la propria giurisdizione, i propri usi ed i propri riti. Il re di Navarra divideva la propria residenza fra Pamplona e Tudela. Carlo III di Navarra, detto il Nobile, la elevò al rango di città nel 1390. Fu anche sede episcopale e fece parte del regno di Navarra fino al 1512.
Nei secoli dal XVI al XVIII Tudela fu una tranquilla e colta città; nel 1773 fondò, per prima in Navarra e per seconda in Spagna, la Real Sociedad Economica de Amigos del Pais. A partire da tale data Tudela si evolse lentamente migliorando e sviluppando le sue infrastrutture e favorendo la costruzione di uno zuccherificio al principio del XX secolo. A partire dal 1960 si registra un'accelerazione dell'industrializzazione con la creazione di apposite zone industriali e l'insediamento di aziende multinazionali.

## Monumenti e luoghi d'interesse
Il monumento più importante è la Cattedrale di Santa Maria, di forme romanico-gotiche eretto dalla fine del XII secolo all'inizio del XIII sul posto dove si trovava una moschea, a tre navate contiene diverse opere pittoriche e di scultura. Accanto alla cattedrale il Museo diocesano di arte sacra, paramenti, codici miniati e documenti storici, e nei pressi il Palacio Episcopal di stile plateresco e le chiese di San Jorge e San Nicolas del XVIII secolo. Importante la chiesa con campanile romanico de la Magdalena dei secoli XIII-XVI con portale del Duecento e con un Cristo pancreatore.
Fra gli edifici civili notevole è il Castel Ruiz costruito come convento dei Gesuiti nel 1610 per accogliere una loro scuola, fu acquisito dal Comune nel 1767 e fu nei diversi anni sede di scuole di vario tipo, seminario per la formazione dei sacerdoti, sede della Real Societad Economica de Amigos del pais, oggi ospita oltre ad alcune scuole il Centro culturale che svolge diverse attività.
Il Museo Cesar Muňos Sola conserva una collezione di pittura francese del XIX secolo che il pittore tudelano cui è intitolato il museo (1921-2000) ha raccolto nel corso della sua vita.

## Le feste
In ogni quartiere si svolgono le feste parrocchiali e nel barrio de la Azucarera ogni anno si celebra anche una festa nel giorno anniversario dell'inaugurazione dello zuccherificio che significò il passaggio dell'economia locale da esclusivamente agricola anche ad industriale e segnò la nascita di questo nuovo quartiere operaio.
La festa più importante che dura dal 24 al 30 di luglio è il "Festal Patronales de Santa Ana"; durante questi giorni nei vari quartieri si svolgono, balli e canti, musica con le fanfare, che si concludono nell'ultimo giorno con la "festa taurina", la "Gigantera", processione cui partecipano tutti e la "Rivoltosa" un ballo collettivo in cui si contrappongono due gruppi di ballerini e alla notte si conclude la festa con "El toro de fuego".

## El toro de fuego
Esisteva già da tempo in altre città questa usanza di concludere le feste con "il toro di fuoco", introdotto a Tudela nel 1972. Consisteva nel lasciar correre per le strade un toro vivo al quale era fissata su ciascun corno con la pece una torcia accesa, che era rinnovata via via finché il toro non cadeva morto. Nel tempo le torce vennero sostituite da fuochi artificiali e mortaretti posti su un mantello che copriva il toro. Questa usanza oggi si è abbandonata e al toro si è sostituita una carcassa metallica con testa e corna finte.

## Amministrazione

### Gemellaggi
- Mont-de-Marsan, dal 1986

## Comuni confinanti
- Ablitas
- Arguedas
- Cabanillas
- Cascante
- Castejón
- Cintruénigo
- Corella
- Fontellas
- Murchante